# Copa da Alemanha de Futebol de 2019–20
A DFB-Pokal de 2019–20 foi a 77ª temporada anual da Copa da Alemanha. Começou no dia 9 de agosto de 2019  e terminou no dia 4 de Julho de 2020.
O DFB-Pokal é considerado o segundo título mais importante do futebol alemão após o campeonato da Bundesliga. O DFB-Pokal é administrado pela Federação Alemã de Futebol.
O vencedor do DFB-Pokal recebe a qualificação automática para a fase de grupos da edição 2020–21 da Liga Europa. Se eles já se classificaram para a Liga dos Campeões da UEFA através de uma posição na Bundesliga, o lugar vai para o time na sexta colocação. O vencedor também sediará a edição 2020 da Supercopa da Alemanha no início da próxima temporada e enfrentará o campeão da Bundesliga de 2019-20.

## Primeira fase
| Equipe 1             | Resultado       | Equipe 2                 |
| -------------------- | --------------- | ------------------------ |
| KFC Uerdingen        | 0–2             | Borussia Dortmund        |
| FC Ingolstadt        | 0–1             | 1. FC Nürnberg           |
| SV Sandhausen        | 0–1             | Borussia Mönchengladbach |
| 1. FC Kaiserslautern | 2–0             | Mainz 05                 |
| Alemannia Aachen     | 1–4             | Bayer Leverkusen         |
| TuS Dassendorf       | 0–3             | Dynamo Dresden           |
| FC 08 Villingen      | 1–3 (pro)       | Fortuna Düsseldorf       |
| SV Drochtersen/Assel | 0–5             | Schalke 04               |
| Viktoria Berlin      | 0–1             | Arminia Bielefeld        |
| SC Verl              | 2–1             | FC Augsburg              |
| Wacker Nordhausen    | 1–4             | Erzgebirge Aue           |
| 1. FC Magdeburg      | 0–1 (pro)       | SC Freiburg              |
| Würzburger Kickers   | 3–3 (4–5) (pen) | 1899 Hoffenheim          |
| KSV Baunatal         | 2–3             | VfL Bochum               |
| SSV Ulm              | 0–2             | 1. FC Heidenheim         |
| Atlas Delmenhorst    | 1–6             | Werder Bremen            |
| FSV Salmrohr         | 0–6             | Holstein Kiel            |
| Germania Halberstadt | 0–6             | Union Berlin             |
| SV Rödinghausen      | 3–3 (2–4) (pen) | SC Paderborn             |
| Waldhof Mannheim     | 3–5             | Eintracht Frankfurt      |
| FC Oberneuland       | 1–6             | Darmstadt 98             |
| 1. FC Saarbrücken    | 3–2             | Jahn Regensburg          |
| VfB Lübeck           | 3–3 (3–4) (pen) | FC St. Pauli             |
| VfB Eichstätt        | 1–5             | Hertha BSC               |
| VfL Osnabrück        | 2–3             | RB Leipzig               |
| Chemnitzer FC        | 2–2 (5–6) (pen) | Hamburger SV             |
| MSV Duisburg         | 2–0             | Greuther Fürth           |
| Wehen Wiesbaden      | 3–3 (2–3) (pen) | 1. FC Köln               |
| Hallescher FC        | 3–5 (pro)       | VfL Wolfsburg            |
| Karlsruher SC        | 2–0             | Hannover 96              |
| Hansa Rostock        | 0–1             | VfB Stuttgart            |
| Energie Cottbus      | 1–3             | Bayern Munich            |

## Segunda Fase
| Equipe 1             | Resultado       | Equipe 2                 |
| -------------------- | --------------- | ------------------------ |
| Hamburger SV         | 1–2 (pro)       | VfB Stuttgart            |
| 1. FC Saarbrücken    | 3–2             | 1. FC Köln               |
| SC Freiburg          | 1–3             | Union Berlin             |
| MSV Duisburg         | 0–2             | 1899 Hoffenheim          |
| VfL Bochum           | 1–2             | Bayern Munich            |
| Arminia Bielefeld    | 2–3             | Schalke 04               |
| Darmstadt 98         | 0–1             | Karlsruher SC            |
| Bayer Leverkusen     | 1–0             | SC Paderborn             |
| VfL Wolfsburg        | 1–6             | RB Leipzig               |
| Werder Bremen        | 4–1             | 1. FC Heidenheim         |
| SC Verl              | 1–1 (8–7) (pen) | Holstein Kiel            |
| 1. FC Kaiserslautern | 2–2 (6–5) (pen) | 1. FC Nürnberg           |
| Borussia Dortmund    | 2–1             | Borussia Mönchengladbach |
| FC St. Pauli         | 1–2             | Eintracht Frankfurt      |
| Hertha BSC           | 3–3 (5–4) (pen) | Dynamo Dresden           |
| Fortuna Düsseldorf   | 2–1             | Erzgebirge Aue           |

## Oitavas de Final
| Equipe 1             | Resultado       | Equipe 2           |
| -------------------- | --------------- | ------------------ |
| Eintracht Frankfurt  | 3–1             | RB Leipzig         |
| 1. FC Kaiserslautern | 2–5             | Fortuna Düsseldorf |
| Schalke 04           | 3–2 (pro)       | Hertha BSC         |
| Werder Bremen        | 3–2             | Borussia Dortmund  |
| Bayer Leverkusen     | 2–1             | VfB Stuttgart      |
| SC Verl              | 0–1             | Union Berlin       |
| Bayern Munich        | 4–3             | 1899 Hoffenheim    |
| 1. FC Saarbrücken    | 0–0 (5–4) (pen) | Karlsruher SC      |

## Quartas de Final
| Equipe 1            | Resultado       | Equipe 2           |
| ------------------- | --------------- | ------------------ |
| 1. FC Saarbrücken   | 1–1 (7–6) (pen) | Fortuna Düsseldorf |
| Schalke 04          | 0–1             | Bayern Munich      |
| Bayer Leverkusen    | 3–1             | Union Berlin       |
| Eintracht Frankfurt | 2–0             | Werder Bremen      |

## Semifinal
| Equipe 1          | Resultado | Equipe 2            |
| ----------------- | --------- | ------------------- |
| 1. FC Saarbrücken | 0 – 3     | Bayer Leverkusen    |
| Bayern Munich     | 2 – 1     | Eintracht Frankfurt |

## Fase Final
|  | Quartas de final    | Quartas de final    |                   |   | Semifinais | Semifinais |  |  | Final | Final |
|  |                     |                     |                   |   |            |            |  |  |       |       |
|  |                     |                     |                   |   |            |            |  |  |       |       |
|  |                     |                     |                   |   |            |            |  |  |       |       |
|  | 1. FC Saarbrücken   | 1 (7)               |                   |   |            |            |  |  |       |       |
|  | 1. FC Saarbrücken   | 1 (7)               |                   |   |            |            |  |  |       |       |
|  | Fortuna Düsseldorf  | 1 (6)               |                   |   |            |            |  |  |       |       |
|  | Fortuna Düsseldorf  | 1 (6)               | 1. FC Saarbrücken | 0 |            |            |  |  |       |       |
|  |                     |                     | 1. FC Saarbrücken | 0 |            |            |  |  |       |       |
|  |                     | Bayer Leverkusen    | 3                 |   |            |            |  |  |       |       |
|  | Schalke 04          | Bayer Leverkusen    | 3                 | 0 |            |            |  |  |       |       |
|  | Schalke 04          |                     |                   | 0 |            |            |  |  |       |       |
|  | Bayern Munich       | 1                   |                   |   |            |            |  |  |       |       |
|  | Bayern Munich       | 1                   | Bayer Leverkusen  | 2 |            |            |  |  |       |       |
|  |                     |                     | Bayer Leverkusen  | 2 |            |            |  |  |       |       |
|  |                     | Bayern Munich       | 4                 |   |            |            |  |  |       |       |
|  | Bayer Leverkusen    | Bayern Munich       | 4                 | 3 |            |            |  |  |       |       |
|  | Bayer Leverkusen    |                     |                   | 3 |            |            |  |  |       |       |
|  | Union Berlin        | 1                   |                   |   |            |            |  |  |       |       |
|  | Union Berlin        | 1                   | Bayern Munich     | 2 |            |            |  |  |       |       |
|  |                     |                     | Bayern Munich     | 2 |            |            |  |  |       |       |
|  |                     | Eintracht Frankfurt | 1                 |   |            |            |  |  |       |       |
|  | Eintracht Frankfurt | Eintracht Frankfurt | 1                 | 2 |            |            |  |  |       |       |
|  | Eintracht Frankfurt |                     |                   | 2 |            |            |  |  |       |       |
|  | Werder Bremen       | 0                   |                   |   |            |            |  |  |       |       |
|  | Werder Bremen       | 0                   |                   |   |            |            |  |  |       |       |

## Final
| 4 de julho | Bayer Leverkusen              | 2–4 | Bayern de Munique                                   | Olímpico, Berlim                               |
| 20:00      | S. Bender 63' · Havertz 90+5' |     | Alaba 16' · Serge Gnabry 24' · Lewandowski 59', 89' | Público: Portões fechados Árbitro: Tobias Welz |